# Oonops pulicarius
Oonops pulicarius är en spindelart som beskrevs av Simon 1891. Oonops pulicarius ingår i släktet Oonops och familjen dansspindlar. Inga underarter finns listade i Catalogue of Life.